# Vernet 6ta. Sección
Vernet 6ta. Sección är en ort i Mexiko.   Den ligger i kommunen Macuspana och delstaten Tabasco, i den sydöstra delen av landet, 700 km öster om huvudstaden Mexico City. Vernet 6ta. Sección ligger 5 meter över havet och antalet invånare är 344.
Terrängen runt Vernet 6ta. Sección är mycket platt. Runt Vernet 6ta. Sección är det ganska tätbefolkat, med 67 invånare per kvadratkilometer. Närmaste större samhälle är Macuspana, 16,7 km sydväst om Vernet 6ta. Sección. Trakten runt Vernet 6ta. Sección består till största delen av jordbruksmark.